# 식수

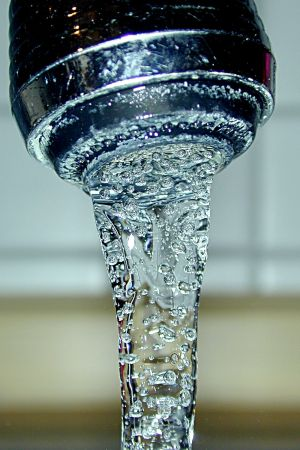
수돗물이 떨어지는 모습.

식수(食水) 또는 먹는 물, 마시는 물, 음료수(飮料水)는 인간이 마시고 소화하는 물을 말한다. 줄여서 음수(飮水)라고도 한다. 보통은 목마름을 해소하려고 음용하고, 어쩔 수 없이 수분을 보충해야 할 때도 음용한다. 음료수는 음료라는 뜻으로 쓰이기도 한다.
건강을 유지하는 데 필요한 식수의 양은 다양하며 신체 활동 수준, 연령, 건강 관련 문제 및 환경 조건에 따라 다르다. 최근 연구에 따르면 물 요구량과 밀접한 관련이 있는 물 회전율의 가장 중요한 동인은 에너지 소비이다. 더운 기후에서 일하는 사람들의 경우 하루에 최대 16리터(4.2 US 갤런)가 필요할 수 있다.
일반적으로 선진국에서는 수돗물이 식수 품질 기준을 충족하지만 실제로 음식 준비에 소비되거나 사용되는 비율은 극히 적다. 수돗물의 다른 일반적인 용도로는 세탁, 화장실 및 관개가 있다. 그레이워터(Greywater, 생활오수)는 화장실이나 관개용으로도 사용될 수 있다. 그러나 관개를 위한 사용은 위험과 연관될 수 있다. 물은 또한 독소나 부유 물질의 수준으로 인해 허용되지 않을 수 있다.
2015년까지 전 세계적으로 89%의 사람들이 개선된 수원이라고 하는 식수에 적합한 수원에서 물을 얻을 수 있었다. 사하라 사막 이남 아프리카에서는 식수에 대한 접근성이 인구의 40%에서 80%에 이른다. 전 세계적으로 거의 42억 명의 사람들이 수돗물을 사용할 수 있었고, 또 다른 24억 명이 우물이나 공공 수도꼭지를 사용할 수 있었다. 세계보건기구는 안전한 식수에 대한 접근을 기본적인 인권으로 간주한다.
약 10억에서 20억 명의 사람들이 안전한 식수가 부족하다. 물은 질병의 매개체를 옮길 수 있다. 전쟁보다 안전하지 않은 물로 사망하는 사람이 더 많다. 반기문 사무총장은 2010년에 말했다. 제3세계 국가들은 물 부족, 홍수, 수질로 인해 가장 큰 영향을 받는다. 개발도상국 질병의 최대 80%는 부적절한 물과 위생 시설의 직접적인 결과이다. 유니세프와 유네스코의 보고서에 따르면 핀란드는 세계 최고의 식수 품질을 자랑한다.

## 수자원
물은 지구 표면의 약 70%를 덮고 있으며, 그 중 약 97.2%는 염분이며 2.8%만 신선하다. 비록 비용이 많이 들고 공급이 항상 지속 가능하지는 않을 수도 있지만, 지구상의 거의 모든 인구 밀집 지역에서 식수를 이용할 수 있다. 물을 얻을 수 있는 수원에는 샘, 저수층, 대수층이 포함되며, 다음과 같다.
- 비, 우박, 눈, 안개 등을 포함하는 강수량이다.
- 강, 하천, 빙하 등의 지표수
- 식물 등 생물학적 원천
- 담수화된 바닷물
- 급수망
- 대기수 생성기

수자원 이용에 대한 위협에는 물 부족, 수질 오염, 물 갈등, 우물 깊이 부족, 가뭄 및 과잉 펌핑, 기후 변화의 영향 등이 있다.

## 전 세계적 식수 접근
세계보건기구(WHO)에 따르면 안전한 식수에 대한 접근은 건강에 필수적이며 기본적인 인권이자 건강 보호를 위한 효과적인 정책의 구성 요소이다.  1990년에는 전 세계 인구의 76%만이 식수를 마실 수 있었다. 2015년에는 그 수치가 91%로 증가했다. 1990년에는 라틴 아메리카, 동아시아 및 남아시아, 사하라 이남 아프리카의 대부분 국가의 비율이 90%를 훨씬 밑돌았다. 비율이 가장 낮은 사하라 이남 아프리카에서는 가구 이용률이 40~80%에 이르다. 폭력적인 분쟁을 겪는 국가에서는 식수 접근이 줄어들 수 있다. 한 연구에 따르면 약 2,500명의 전투 사망자가 발생하는 분쟁으로 인해 인구의 1.8%가 식수를 빼앗기는 것으로 나타났다.
2015년까지 전 세계 인구의 71%에 해당하는 52억 명의 사람들이 안전하게 관리되는 식수 서비스를 이용했다. 2017년 기준으로, 90%의 사람들이 식수에 적합한 수원으로부터 식수에 접근할 수 있으며, 전 세계의 71%가 깨끗하고 주문형으로 제공되는 안전하게 관리되는 식수에 접근할 수 있다. 추정에 따르면 개선된 오염원의 최소 25%에는 분변 오염이 포함되어 있는 것으로 나타났다. 18억 명의 사람들이 여전히 대변으로 오염될 수 있는 안전하지 않은 식수원을 사용하고 있다. 이로 인해 위장염, 콜레라, 장티푸스 등의 전염병이 발생할 수 있다. 수인성 질병을 줄이고 안전한 수자원을 개발하는 것은 개발도상국의 주요 공중보건 목표이다. 2017년에는 거의 2,200만 명의 미국인이 공중 보건 기준을 위반하는 수돗물 시스템에서 마셨는데, 이는 시민들이 수인성 질병에 걸릴 수 있는 원인이 될 수 있다.[전체 인용 필요] 안전한 식수는 환경 건강 문제이다. 생수는 세계 대부분의 지역에서 공공 소비를 위해 판매된다.
또한 개선된 수자원은 필요할 때(58억 명), 구내에 위치하고(54억), 오염되지 않고(54억), 왕복 30분 이내에 물을 사용할 수 있는지 여부를 기준으로 모니터링된다.  개선된 수자원 예를 들어, 보호된 수돗물은 사람의 배설물과의 접촉을 방지할 수 있으므로 안전하고 적절한 물을 제공할 가능성이 더 높지만 항상 그런 것은 아니다. 2014년 연구에 따르면 개선된 공급원의 약 25%에 분변 오염이 포함되어 있었다.
호주, 뉴질랜드, 북미 및 유럽의 인구는 거의 보편적인 기본 식수 서비스를 달성했다.
2015년 기준으로 미국 가정은 하루 평균 300갤런의 물을 사용한다.

## 같이 보기
- 물
- 음료
- 끓인물사용경고문
- 부영양화
- 수분 중독
- 수질